# Лютеранская церковь (Гянджа)
Лютеранская церковь (Гянджа) — кирха, построенная в Елизаветполе в 1885 году. В настоящее время используется как кукольный театр.

## История
После присоединения территории современного Азербайджана к России, сюда начали прибывать переселенцы из Германии. Ими были основаны несколько колоний в регионе, а некоторое количество проживало в губернском центре (в 1893 году в Елизаветполе проживало 103 немца). Для возможности проведения собраний в 1885 году общиной и было построено молитвенное здание. Церковь была действующей до 1941 года.

## Описание
Здание построено из туфа. Общая площадь около 650 квадратных метров. Внутри здание разделено на центральный холл и фойе.